# Roti (sandwich)

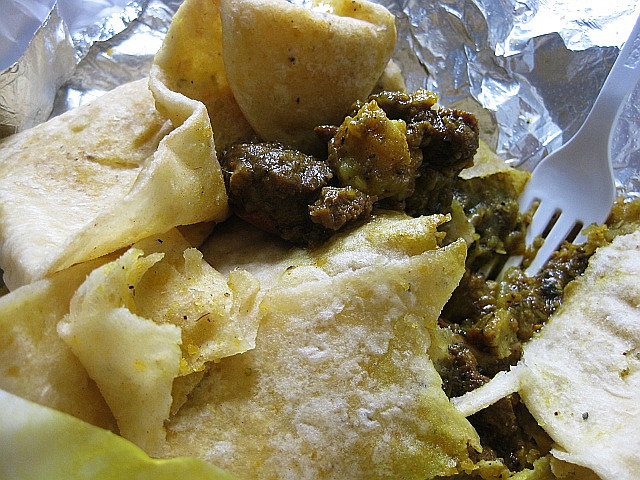
Roti avec viande d'agneau et pommes de terre.

Un roti est un sandwich de type wrap originaire des Caraïbes, précisément de Trinité-et-Tobago, consistant en de la viande ou des légumes au curry ou mijotés, enveloppés dans un roti, un paratha ou un dosti roti.

## Histoire
Le roti doit son nom au pain chapati (également appelé roti) dans lequel il est enveloppé. Les travailleurs indiens sous contrat arrivent en grand nombre à Trinidad après la fin du système d'esclavage en 1838 et apportent avec eux leurs traditions culinaires qui font maintenant partie de la gastronomie trinidadienne. Le roti est issu de ces traditions et constitue généralement un plat d'accompagnement.

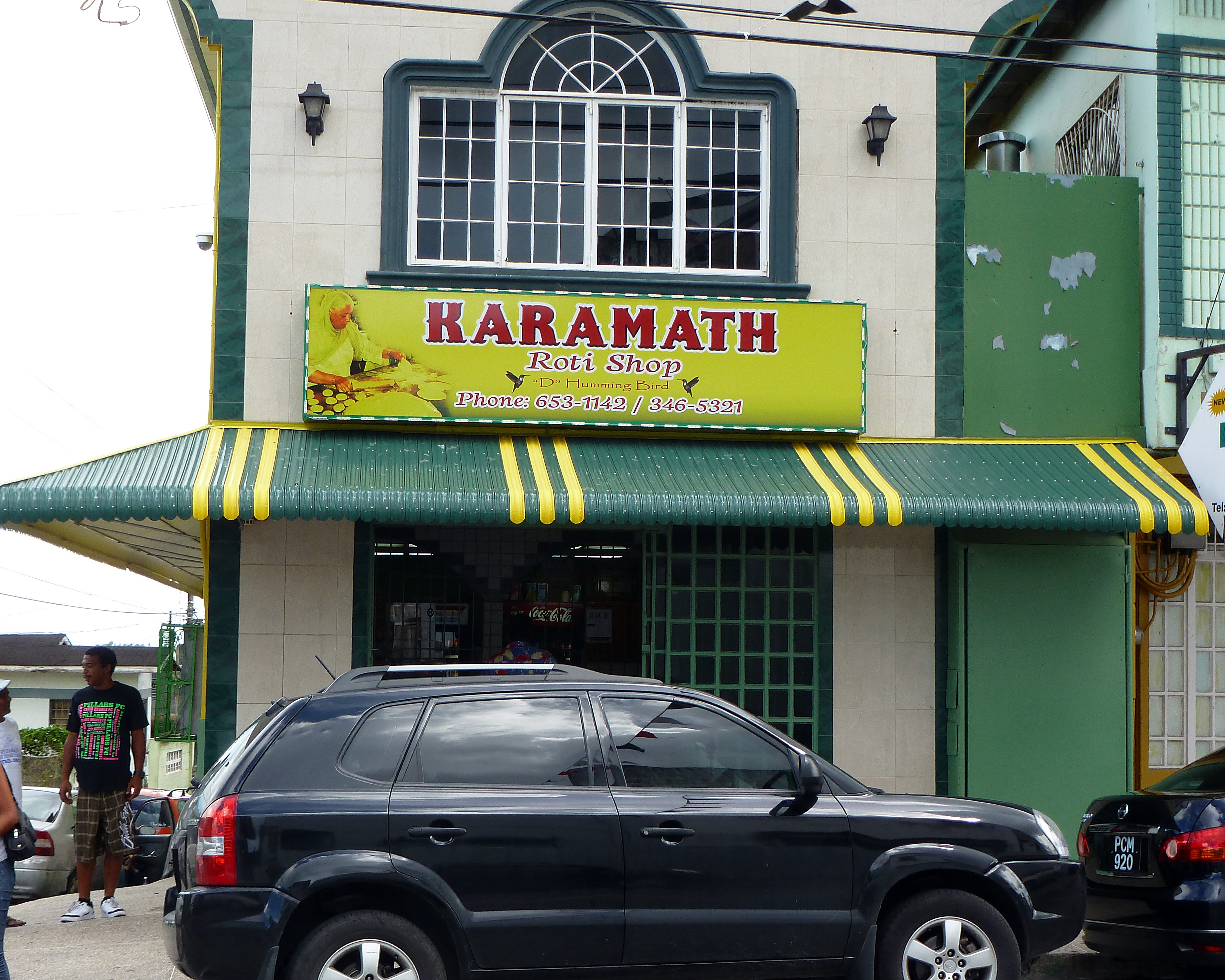
Le Karamath Roti Shop, alias D' Humming Bird Roti Shop sur Coffee Street à San Fernando, à Trinité-et-Tobago, où le roti aurait été inventé.

En 1937, un homme d'affaires du sud de Trinidad qui tient un snack-bar à San Fernando transforme le roti, en tant que pain, en wrap rempli de currys afin de répondre aux besoins des clients qui désirent un repas à emporter.
Le roti se répand dans le reste de Trinidad, puis au Guyana, au Suriname et en Jamaïque. Les Trinidadiens qui immigrent vers d’autres pays, notamment en Amérique du Nord et au Royaume-Uni, apportent avec eux le roti et ouvrent des restaurants dédiés au mets.

## Préparation
Les gros rotis sont cuits sur des plaques de style tava. La garniture contient généralement un curry à base de n'importe quel type de viande, le plus souvent du poulet ou de fruits de mer. Des pommes de terre et des pois chiches y sont souvent ajoutés.
Vu l'importante proportion d’hindous (au moins 18 % en 2011) et une part élevée d'Indo-Trinidadiens parmi la population (au moins 35 %), les plats végétariens sont populaires à Trinité-et-Tobago et les rotis sans viande sont chose courante.